# Jenny (canção)
"Jenny", também intitulada "Jenny (I Wanna Ruin Our Friedship)", é uma canção escrita, produzida e performada pela banda virtual Studio Killers, lançada inicialmente em 3 de maio de 2013 como quarto single de seu primeiro álbum homônimo. Seu conteúdo lírico conta sobre uma garota que é apaixonada por sua melhor amiga, inspirada pela integrante Chubby Cherry.
Em setembro de 2020, "Jenny" ganhou reconhecimento através de desafios nas redes sociais, principalmente o TikTok, fazendo com que a banda relançasse a canção. Em 26 de março de 2021, um remix oficial foi lançado com a participação da cantora alemã Kim Petras.

## Produção e composição
Studio Killers escreveu, produziu e interpretou "Jenny", com composições adicionais feitas por Rob Davis. Goldie Foxx e Dyna Mink fizeram a batida instrumental, enquanto Chubby Cherry escreveu a melodia e a letra e executou os vocais. De acordo com Chubby Cherry, esta foi uma das canções que ela escreveu antes de formar o Studio Killers. Foi inspirado por uma paixão que Cherry tinha por uma pessoa chamada Jenny. Ela disse que a letra "meio que mudou ao longo do caminho porque [Goldie Foxx e Dyna Mink] adicionaram alguns de seus sentimentos aos meus e isso se tornou meio intrigante". Sobre a música ter a ver com relacionamentos lésbicos, o tópico mais discutido na Finlândia na época em que a música foi lançada, o grupo pensou "não deve haver motivo para se esquivar". Liricamente, a música descreve um relacionamento de amizade entre duas meninas, na qual uma delas, Jenny, tem namorado. De acordo com o escritor do PopMatters, Ryan Lathan, ele descreve "parece que seu amigo mais querido está roubando coisas de seu quarto e dormindo com sua camisa como se fosse uma fronha. [O narrador] então está sugerindo a Jenny" esqueça aqueles amigos "e fique com ela".
Descrita por um escritor de Scandipop como uma música pop mais "direta" e menos excêntrica que os singles anteriores da banda, "Jenny" é uma faixa "meio europop, meio comercial no estilo house" cheia de tambores, com "um pouco de um estilo caribenho. encontra um toque mediterrâneo". A faixa original inclui um acordeão tocado por Le Chien de Paris e tambores tocados por Miguel Barradas. A música foi mixada por James F. Reynolds e posteriormente masterizada por Dick Beetham no 360 Mastering em Londres. A faixa dura três minutos e trinta e seis segundos e é executada em Si maior a um tempo de 134 batidas por minuto. Os escritores notaram o grave parecido com a canção de Edward Maya e Vika Jigulina, "Stereo Love".

## Lançamento e recepção
"Jenny" é a sétima faixa do álbum auto-intitulado da banda, e foi lançada como o quarto single do álbum, e o terceiro na Finlândia. Em 1 de maio, a banda lançou uma prévia de dois minutos da música em sua página oficial do SoundCloud. O single foi lançado em 3 de maio para lojas de música digital na Finlândia pela Warner Music, e mais tarde um single promocional em compact disc lançado em 11 de maio na Finlândia pela Studio Killers Records. A canção estreou no número dezoito na parada de singles finlandesa, alcançando o número dois na parada, bem como alcançando o número três na parada de download da Finlândia e na parada de canções digitais da Finlândia da Billboard. Após seu lançamento, "Jenny" foi chamada pelos críticos de "uma óbvia lista de reprodução obrigatória para suas playlists de praia, "o hit surpresa deste verão esperando para acontecer" e "outro sucesso fora do parque para Studio Killers". É a faixa favorita da vocalista Chubby Cherry fora do Studio Killers, com ela dizendo que "tem um lugar pessoal em meu coração." Em setembro de 2020, um usuário do TikTok postou o primeiro vídeo do que se tornou uma tendência de vídeo de desafio da Internet intitulado "Querido, você é meu melhor amigo", conhecido por sua hashtag #RuinOurFriendship; cada vídeo envolve um assunto conversando com um amigo ou estranho (pessoalmente ou via texto no Snapchat) com o seguinte trecho: "Querida, você é minha melhor amiga / Mas há algumas coisas que você não sei / Por que eu uso seu batom tantas vezes / Estou usando sua camisa como fronha / Quero estragar nossa amizade / Devíamos ser amantes em vez disso / Não sei como dizer isso / por causa de você é realmente meu amigo mais querido". Em 30 de novembro de 2020, mais de 359.000 vídeos usavam a música, e vídeos com a hashtag #RuinOurFriendship obtiveram mais de 41,3 milhões de visualizações.

## Vídeo musical
O vídeo musical de "Jenny" foi lançado no dia 24 de dezembro de 2015, como um presente de natal para os fãs e foi animado por Eliza Jäppinen.